# Aragami (videojoc)
Aragami (荒神) és un videojoc d'acció-aventura i sigil desenvolupat i publicat per Lince Works per Linux, Windows Microsoft, OS X, PlayStation 4, Xbox One i Nintendo Switch. El joc va ser anomenat originalment Twin Souls: The Path of Shadows. Els jugadors agafen el rol d'Aragami, un assassí amb habilitats sobrenaturals. El jugador pot telentransportar-se entre ombres i lluitarà contra un exèrcit enemic amb el nom de 'Kaiho'. Aquest està format per guerrers místics amb el poder de controlar la llum. El joc està disponible en català.

## Gameplay
El jugador controla un esperit d'ombra, Aragami, i ha d'arribar al final dels tretze capítols lineals del joc. Per completar un capítol, el jugador ha d'anar a certes àrees per recollir elements o destruir obstacles i arribar a la sortida del nivell. Aragami pot teletransportar-se a qualsevol part del mapa dins d'un radi concret on una ombra hagi estat llançada; aquesta acció, però, té un cost d'"Essència d'Ombra" que es mostra a la seva capa. L'Essència d'Ombra és regenera quan s'està en una ombra, i es redueix quan s'està a prop de llums intenses com ara les de les antorxes o làmpades. Més endavant, el jugador obté un corb que mostrarà al jugador la ubicació dels objectius a través de les parets i un conjunt de campanes que, un cop agitades, poden atraure enemics cap al jugador.
Cada capítol és patrullat per molts guàrdies. L'enemic més comú són guàrdies amb un maneig bàsic de l'espasa, que a més poden llançar projectils de llum al jugador. Hi ha també arquers patrullant àrees elevades que poden atacar al jugador a una distància més llarga mentre apunten, i guàrdies envoltats per una llanterna que mata el jugador quan hi ha contacte. Un guàrdia pot ser assassinat instantàniament atacant-lo des d'una distància concreta, però l'únic que ha de ser assassinat per completar un capítol és el cap (si n'hi ha). Si els enemics noten la presència del jugador (a través el so dels seus camarades quan moren o detectant el jugador de lluny) adoptaran una actitud sospitosa, que causarà que desenvainin les espases i que investiguin la zona. Si troben un cadàver o veuen el jugador clarament, bufaran un corn que activarà temporalment tots els guàrdies per buscar l' Aragami; a més, estaran més alerta si el jugador els esquiva. Qualsevol atac exitós d'un guàrdia matarà Aragami instantàniament, retornant el jugador a l'últim punt de control. El jugador pot també morir caient a l'aigua.
Mentre el jugador explora els nivells pot torbar amagats diversos rotlles de pergamí. Els rotlles es poden gastar per adquirir habilitats o tècniques, com ara tornar-se temporalment invisible o fer desaparèixer els cadàvers. Les habilitats depenen de l'Essència d'Ombra d'Aragami i no tenen usos infinits. Les tècniques són més potents però només tenen dos usos i no poden fer mal caps de zona. A més, només se'n pot equipa una al mateix temps (encara que el jugador pot canviar-les en qualsevol moment). Els santuaris distribuïts arreu del nivell permetran al jugador regenerar les habilitats i/o tècniques equipades

## Trama
Aragami és convocat una nit per una projecció astral de Yamiko, una noia que s'identifica com a captiva del Kaiho, un exèrcit d'adeptes de la llum. Els descriu com a opressors que van conquerir la terra de l'ombra anomenada Nisshoku, dirigida per l'Emperadriu d'Ombra. Denuncia que després de guanyar la guerra van empresonar l'Emperadriu i els seus servents al temple principal de Nisshoku, incloent-hi Yamiko. Demana a Aragami ajuda per alliberar-los, dient-li que necessita sis talismans per alliberar la presó. Aragami ho ha d'aconseguir abans que acabi la nit, ja que aquest es dissoldrà si la llum solar el toca.
A mesura que Aragami recupera el talismans, aquests activen memòries estranyes dins seu. Veu a Yamiko durant la seva vida anterior com a orfe amagant-se a les muntanyes, així com el seu entrenament a mans del líder del gremi Nisshoku i conseller de l'Emperadriu d'Ombra Hyo. També presencia memòries d'una altra persona que feia ús de la llum, arribant a la conclusió que són les memòries del general enemic que ha de matar. Troben l'espasa de Hyo disposada com a làpida funerària, fet que confirma la seva mort. Yamiko es trastorna i promet venjança, i Aragami li promet que l'ajudarà a aconseguir-la.6
Durant el camí es topa amb Hikaru, l'últim capità dels Kaiho, donat que els altres van morir a la guerra. Aragami lluita contra Hikaru i el derrota. Abans de morir, Hikaru fa un comentari insinuant que Yamiko és l'Emperadriu d'Ombra, abans de suïcidar-se amb una explosió de llum en un intent de matar també a Aragami. Aquest sobreviu, i posteriorment Yamiko admet que és l'Emperadriu d'Ombra, però assegura que se sentia avergonyida de dir-li a causa de la seva impotència.
Després de trobar l'últim talismà, Aragami es dirigeix al temple on Yamiko està presa. Sora, la general del Kaiho, impedeix el seu avenç, però Aragami troba la manera d'avançar i la fereix mortalment. Mentre agonitza, Sora reconeix l'aspecte d'Aragami: és l'esperit de Ryo, el primer general del Kaiho, i les memòries del portador de la llum són les seves. Ell, Sora, Hikaru i els altres capitans van dirigir el Kaiho cap a la purga de l'exèrcit de l'ombra del mal del Nisshoku molts anys enrere, però Ryo es va sacrificar per completar l'encanteri que va empresonar l'Emperadriu d'Ombra. Mentre Aragami se sent consternat i turbat per haver matat els seus camarades, Sora agraeix haver tingut l'oportunitat de veure'l un altre cop.
Després que Sora expiri, Yamiko s'allibera amb el talismans i revela la seva forma veritable. Revela les seves intencions de matar Aragami i de recuerar una part una porció de la seva ànima, que va ser guardada dins d'Aragami durant el ritual de segellament de Kaiho, fet que explica perquè aquest experimenta i veu els records d'ella. Mentrestant, Aragami se'n riu i li diu que ella va ser un peó d'en Hyo, utilitzada per crear un imperi i fent ús de la por per governar-lo. Aragami agafa la seva espasa original, la que duia Sora després de la seva primera mort, i derrota a Yamiko quan comença a fer-se de dia. Recordant les semblances entre les seves infanteses, Aragami els descriu com a ànimes bessones en un cicle inacabable de venjança, i diu que desitjaria que hi hagués hagut una altra manera d'acabar-ho tot. Yamiko assenteix silenciosament i, tot just després d'assassinar-la, tots dos són sepultats per una explosió de llum.
Durant els crèdits, es mostra una imatge del tron l'Emperadriu d'Ombra. Al seu costat s'hi veu l'espasa de Ryo enterrada al terra, amb la nina de la infantesa de Yamiko (i primer dels talismans) al costat.

## Recepció
Aragami va rebre valoracions "molt positives" a Steam. i "valoracions variades" o "mitjanes" a Metacritic. La versió d'Xbox Aragami: Shadow Edition va ser valorada com el un "perfecte joc de sigil" per WindowCentral.

## Aragami: Nightfall
El maig de 2018, Lince Works va anunciar, per una banda, la data de publicació del DLC preqüela Aragami: Nightfall, que segueix la història dels presonatges de Nisshoku, Hyo i Shinobu, quan van intentar trencar el segell que empresonava l'Emperadriu d'Ombra i, per una altra, un paquet que incloïa el joc base amb el citat DLC. L'agost de 2018, Lince Works va anunciar una col·laboració amb Merge Games per portar Aragami: Shadow Edition a Nintendo Switch. La versió per a aquest dipositiu es va publicar el 22 de febrer de 2019.

## Seqüela
El 2020, Lince Works va anunciar una seqüela titulada Aragami 2 per a PlayStation 4, PlayStation 5, Xbox One, Xbox Series X/S, i PC. La seqüela es va publicar el 17 de setembre de 2021.